# Luciferina

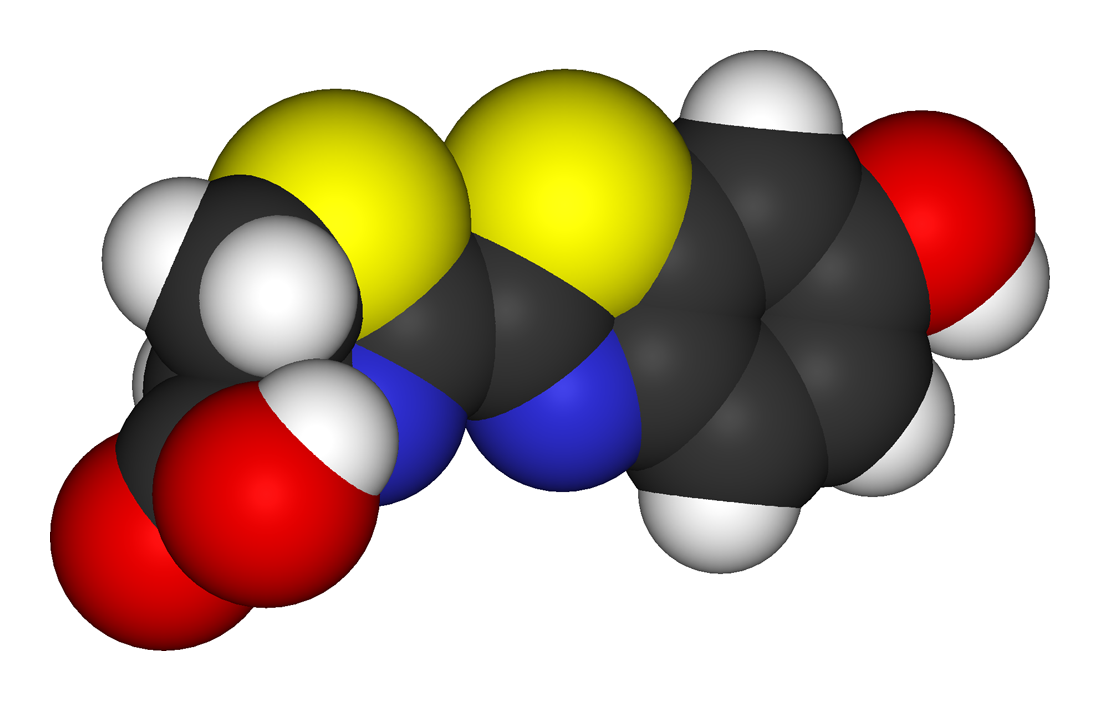
Luciferina del tipus firefly: color groc=sofre; blau=nitrogen; negre=carboni; roig=oxigen; blanc=hidrogen.

Les luciferines (del llatí lucifer, "portador de llum") són una classe de compostos heterocíclics que emeten llum i que es troben en els organismes amb bioluminescència. Les luciferines poden experimentar una oxidació catalitzada per enzims i la reacció resultant intermèdia emet llum. Amb el terme luciferina també anomenem genèricament tant les molècules que reaccionen amb la luciferasa per emetre llum com la fotoproteïna, la qual emet llum sense intervenció d'un enzim.

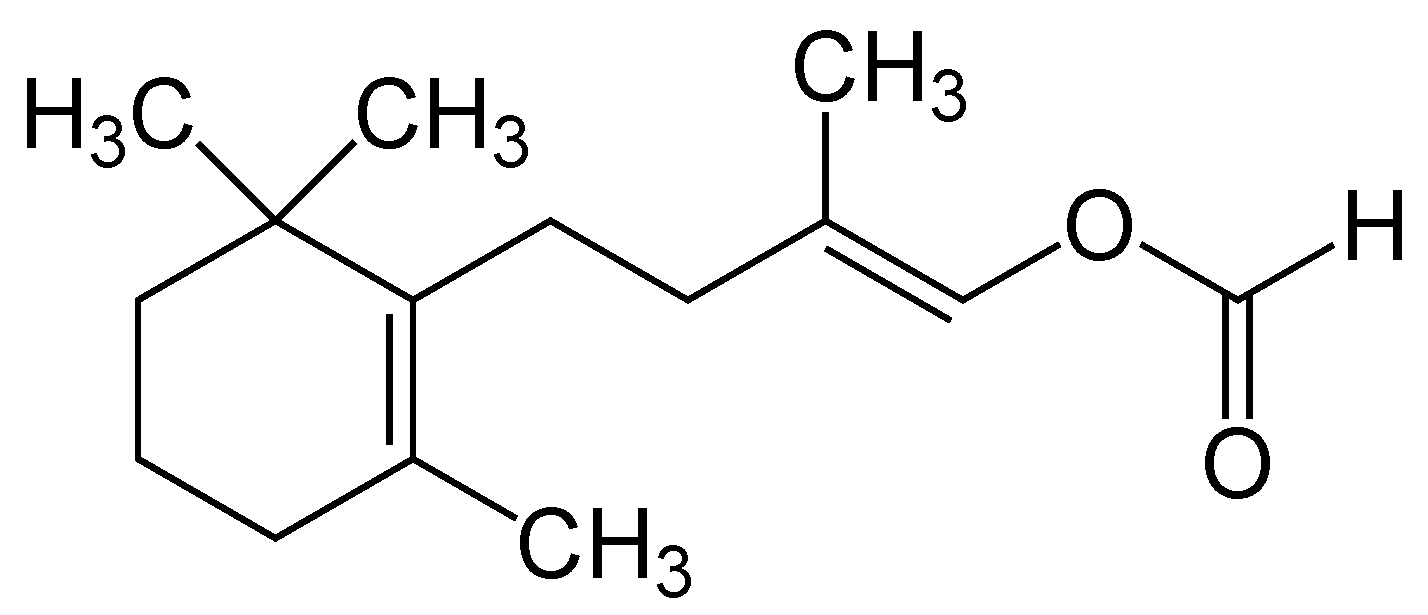
Estructura de la luciferina de Latia neritoides

Estructura de luciferina del tipus firefly

Les luciferines són una classe de substrats bioquímics de molècula petita que s'oxiden en la presència de l'enzim luciferasa produint oxiluciferina i energia en la forma de llum. No es coneix quants tipus hi ha exactament de luciferines.
- Tipus firefly, es troba en moltes espècies de la família Lampyridae.
- Tipus snail
- Luciferina bacteriana, que es troba als cossos d'alguns cefalòpodes i peixos.